# UFC 110
UFC 110: Nogueira vs. Velasquez var en mixed martial arts-gala arrangerad av Ultimate Fighting Championship (UFC) i Sydney i Australien den 21 februari 2010. Det var första gången UFC höll en gala i Australien.

## Bakgrund
Biljetterna till galan sålde slut första dagen de fanns tillgängliga; det enda UFC-evenemang som sålt slut snabbare var UFC 83 i Montréal. Åskådarantalet på 17 831 slog det tidigare rekordet för UFC-evenemang arrangerade utanför Nordamerika med över 1000 personer. Biljettintäkterna var de största någonsin i Acer Arenas historia och merchandise-försäljningen slog även det tidigare rekordet för arenan som innehades av rockbandet Iron Maiden.
Huvudmatchen mellan Antônio Rodrigo Nogueira, före detta tungviktsmästare i Pride och UFC, och Cain Velasquez skulle avgöra vem som skulle få nästa chans att gå en titelmatch efter att vinnaren i mötet mellan Shane Carwin och Frank Mir (inbokat till UFC 111) gått en titelmatch mot den regerande mästaren Brock Lesnar.
En planerad match mellan Wanderlei Silva och Yoshihiro Akiyama ströks några månader innan galan och Akiyama ersattes av britten och The Ultimate Fighter-alumnen Michael Bisping.
Dagarna innan galan tvingades två matcher ändras. Den 18 februari ställdes matchen mellan Elvis Sinosic och Chris Haseman in på grund av att Sinosic dragit på sig en axelskada. Matchen skulle ha varit den första mellan två australiensare i UFC. Dagen innan galan tvingades även Ben Rothwell lämna återbud till sin match mot Mirko Filipovic på grund av sjukdom, Rothwell ersattes med australiensaren Anthony Perosh.
Trots att det helaustraliensiska mötet mellan Sinosic och Haseman ställdes in deltog tre australiensare på galan.

## Efterspel
Matchen mellan Stephan Bonnar och Krzysztof Soszynski blev mycket omtalad då Soszynski tilldelats segern efter att (oavsiktligt) ha skallat Bonnar vilket ledde till att domaren stoppat matchen i den tredje ronden på grund av ett sår i Bonnars ansikte. Bonnar överklagade senare beslutet och ville få det ändrat till no-contest men det avslogs. Istället bokades en returmatch in till UFC 116 i juli 2010.

## Resultat

### Underkort
|                                          | James Te-Huna | Lätt tungvikt | Igor Pokrajac |  |
| Segrare: TKO (slag) efter 3:26 i round 3 |               |               |               |  |

|                            | C.B. Dollaway         | Mellanvikt | Goran Reljic |  |
| Segrare: enhälligt domslut | (29–28, 29–28, 29–28) |            |              |  |

|                                                  | Chris Lytle | Weltervikt | Brian Foster |  |
| Segrare: submission (knälås) efter 1:41 i rond 1 |             |            |              |  |

|  | Stephan Bonnar | Lätt tungvikt                            | Krzysztof Soszynski |  |
|  |                | Segrare: TKO (skada) efter 1:04 i rond 3 |                     |  |

### Huvudkort
|                                                                 | Mirko Filipović | Tungvikt | Anthony Perosh |  |
| Segrare: TKO (doktorn stoppar matchen) mellan rond 2 och rond 3 |                 |          |                |  |

|  | Keith Jardine | Lätt tungvikt                          | Ryan Bader |  |
|  |               | Segrare: KO (slag) efter 2:10 i rond 3 |            |  |

|  | Joe Stevenson         | Lättvikt                   | George Sotiropoulos |  |
|  | (27-30, 27-30, 27-30) | Segrare: enhälligt domslut |                     |  |

|                            | Wanderlei Silva       | Mellanvikt | Michael Bisping |  |
| Segrare: enhälligt domslut | (29–28, 29–28, 29–28) |            |                 |  |

|  | Antônio Rodrigo Nogueira | Tungvikt                        | Cain Velasquez |  |
|  |                          | Segrare: KO efter 2:20 i rond 1 |                |  |

## Bonusar
En bonus på $50 000 delas ut till Kvällens match, Kvällens knockout samt Kvällens submission.
- Kvällens match: Joe Stevenson mot George Sotiropoulos
- Kvällens knockout: Cain Velasquez
- Kvällens submission: Chris Lytle

### Webbkällor
- ”UFC 110 Results and Live Play-by-Play”. sherdog.com. http://www.sherdog.com/news/articles/UFC-110-Results-and-Live-Play-by-Play-22742. Läst 23 februari 2011.

### Fotnoter
1. 1 2 3 4 5  ”UFC 110's reported attendance qualifies as highest-ever for UFC outside of North America”. mmajunkie.com. Arkiverad från originalet den 30 juni 2012. https://archive.is/20120630015354/http://mmajunkie.com/news/18027/ufc-110s-reported-attendance-qualifies-as-highest-ever-for-ufc-outside-of-north-america.mma. Läst 23 februari 2011.
2. ↑  ”FC 110 does weak PPV buys”. bloodyelbow.com. Arkiverad från originalet den 24 maj 2010. https://web.archive.org/web/20100524061310/http://www.bloodyelbow.com/2010/3/10/1367522/ufc-110-does-weak-ppv-buys. Läst 23 februari 2011.
3. ↑  ”SportsBusiness Journal: UFC Sets Company Merchandise Sales Record in Australia”. bloodyelbow.com. Arkiverad från originalet den 3 mars 2011. https://web.archive.org/web/20110303192213/http://www.bloodyelbow.com/2010/3/1/1331707/sportsbusiness-journal-ufc-sets. Läst 23 februari 2011.
4. ↑  ”White confirms Nogueira vs. Velasquez winner could get first crack at Lesnar”. mmajunkie.com. Arkiverad från originalet den 24 maj 2012. https://archive.is/20120524231751/http://mmajunkie.com/news/17980/white-confirms-nogueira-vs-velasquez-winner-could-get-first-crack-at-lesnar.mma. Läst 23 februari 2011.
5. ↑  ”Nogueira vs. Velasquez, Bisping vs. Silva official for "UFC 110: Nogueira vs. Velasquez"”. mmajunkie.com. Arkiverad från originalet den 25 maj 2012. https://archive.is/20120525141444/http://mmajunkie.com/news/17194/nogueira-vs-velasquez-bisping-vs-silva-official-for-ufc-110-nogueira-vs-velasquez.mma. Läst 23 februari 2011.
6. 1 2  ”Rothwell Out of ‘Cro Cop’ Bout; Perosh In”. sherdog.com. http://www.sherdog.com/news/news/Rothwell-Out-of-Cro-Cop-Bout-Perosh-In-22751. Läst 23 februari 2011.
7. ↑  ”Sydney UFC show sold out”. dailytelegraph.com. http://www.dailytelegraph.com.au/sport/ufc-promotion-sells-out-in-one-day/story-e6frexni-1225810724419. Läst 23 februari 2011.
8. ↑  ”Krzysztof Soszynski vs. Stephan Bonnar rematch targeted for UFC 116 in July”. mmajunkie.com. Arkiverad från originalet den 25 maj 2012. https://archive.is/20120525132821/http://mmajunkie.com/news/18494/krzysztof-soszynski-vs-stephan-bonnar-rematch-targeted-for-ufc-116-in-july.mma. Läst 23 februari 2011.
9. ↑  ”UFC 110 bonuses: Sotiropoulos, Stevenson, Velasquez and Lytle earn $50,000 awards”. mmajunkie.com. Arkiverad från originalet den 25 maj 2012. https://archive.is/20120525141246/http://mmajunkie.com/news/18025/ufc-110-bonuses-sotiropoulos-stevenson-velasquez-and-lytle-earn-60000-awards.mma. Läst 23 februari 2011.